# Чень Цзайдао
Чень Цзайдао (кит. спр. 陈再道; 24 січня 1909 — 6 квітня 1993) — генерал Народно-визвольної армії Китаю, начальник Уханьського військового округу в 1954-1967. Посланий на упокорення «контрреволюційних угруповань» в м. Ухань у липні 1967, він розправився як з партійними активістами, так і з хунвейбінами, що вийшли з-під контролю.

## Участь у «уханьському інциденті»
У 1967 в Ухані під час культурної революції хунвейбіни влаштовували масові погроми. Коли ситуація в місті дійшла до межі, жителі стали створювати загони самооборони від безчинства ворогуючих угруповань; їхнє об'єднання отримало назву «Мільйон героїв». Чень Цзайдао ввів у місто війська і розгромив як місцеві партійні органи, і організації хунвейбинов і цзяофаней, підтримавши «мільйон героїв». При цьому він проігнорував прямі накази з Пекіна, взяв під арешт двох прихильників Мао Цзедуна - Се Фучжі та Ван Лі; також не дав Чжоу Еньлаю приземлитися в місті літаком, погрожуючи танками. З Пекіна було послано кілька дивізій; після першої погрози відкрити вогонь Чень Цзайдао негайно здався. Було звільнено з посади, над ним було проведено показовий процес, проте ще за життя Мао у 1972 реабілітовано та введено до складу ЦК КПК у 1978.